# 미리 축성된 성찬예배
미리 축성된 성찬예배(그리스어: Λειτουργία Προηγιασμένων Τιμίων Δώρων)는 동방 정교회에서 거행하는 성찬예배 중 하나이며 비잔티움 전례의 동방 가톨릭교회에서도 거행하고 있다. 이 성찬예배는 대사순시기의 수요일과 금요일, 그리고 성주간의 첫 3일에 거행된다. 전날 주일 혹은 토요일 성찬예배에서 축성된 성체와 성혈을 배령하기 때문에 성찬예배를 거행할 때 아나포라를 포함하지 않는다는 점이 특징이다.
미리 축성된 성찬예배를 처음 글로 기록한 이는 교황 그레고리오 1세이다. 그는 콘스탄티노폴리스에 간 교황 사절로 파견되었을 적에 이에 대한 기록을 남겼다. 한때는 그레고리오 1세가 미리 축성된 성찬예배를 제정했을 것이라고 추정되었지만, 지금은 단지 그가 콘스탄티노폴리스에서 거행된 미리 축성된 성찬예배에 대해 단순히 기록했을 것이라고 추정된다.
이 성찬예배는 692년 퀴니섹스툼 공의회의 규범에서도 언급하고 있다.

사순대재 중 주일, 토요일 그리고 성모 희보 축일을 제외하고는 미리 축성된 성찬예배가 거행되어야 한다. (규범 52)
이와 비슷한 로마 가톨릭교회의 성금요일 전례도 한때 미리 축성된 미사라고 불렸던 적도 있지만, 현재는 공식적으로 주님 수난 예식이라고 부른다. 왜냐하면 전례 중에 성체 축성이 없기 때문에 엄밀히 말하면 미사일 수 없고, 성금요일에 배령하는 성체는 성목요일 미사 때 축성한 성체이기 때문이다.

## 축성
1. ↑  “The Liturgy of the Presanctified Gifts”. 2018년 2월 18일에 원본 문서에서 보존된 문서. 2018년 3월 16일에 확인함.